# Solomys salamonis
Solomys salamonis — вид гризунів родини Мишевих. Вид є надзвичайно рідкісним або, можливо, вже вимерлим. Відомий лише за голотипом, знайденим Александром Мортоном на островах Нгелла, що є частиною архіпелагу Соломонових островів в 1881 році.

## Опис
Єдиний відомий екземпляр цього виду представляв собою гризуна з довжиною тіла 187 мм, довжиною хвоста 194 мм довжиною задньої лапи 39 мм і довжиною вуха 27 мм. Можливо, Solomys salamonis є найменшим представником роду Solomys. Колір його шерсті був рівномірно сірий.

## Поширення
Під час наукового опису виду Едвард Пірсон Рамзі помилково назвав типовою місцевістю острів Угі. Пізніше помилку було виправлено.

## Збереження
МСОП вважає цей вид таким. щодо якого недастатньо данних. Під час опитуваня місцевого населення в 1987 році зоолог Грегорі Менгден з Австралійського музею виявив, що островитянам відомий гризун. який за описами відповідав Solomys salamonis, однак ні під час експедиції 1987 року, ні під час експедиції 1991 року його не вдалося знайти. Оскільки острови Нгела досить обезліснені, не можна відкидати імовірність того, що Solomys salamonis вимер.